# Abietinaria filicula
Abietinaria filicula är en nässeldjursart som först beskrevs av Ellis och Daniel Solander 1786.  Abietinaria filicula ingår i släktet Abietinaria och familjen Sertulariidae. Arten är reproducerande i Sverige. Inga underarter finns listade i Catalogue of Life.